# Belgoroder Linie

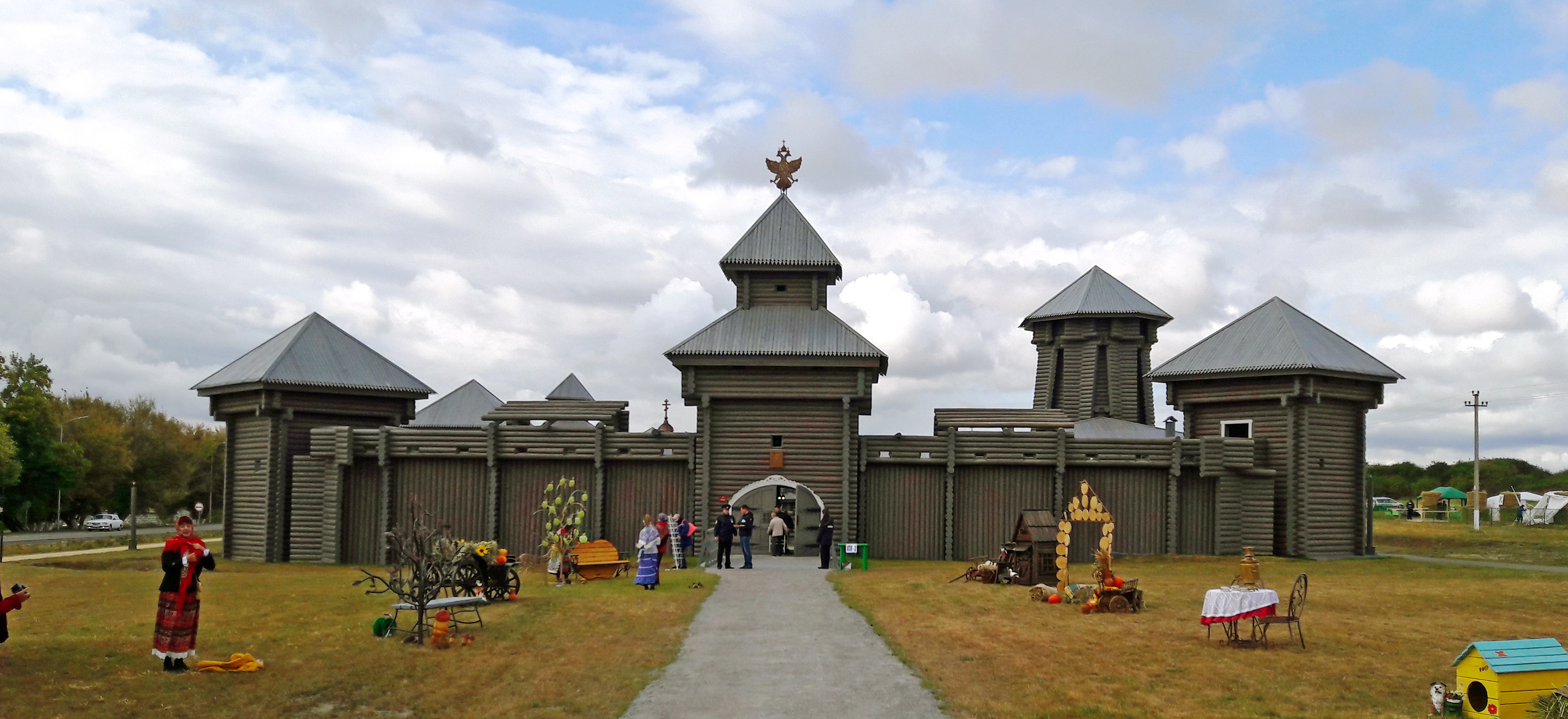
Eine stilisierte Festungsrekonstruktion in Jablonowo

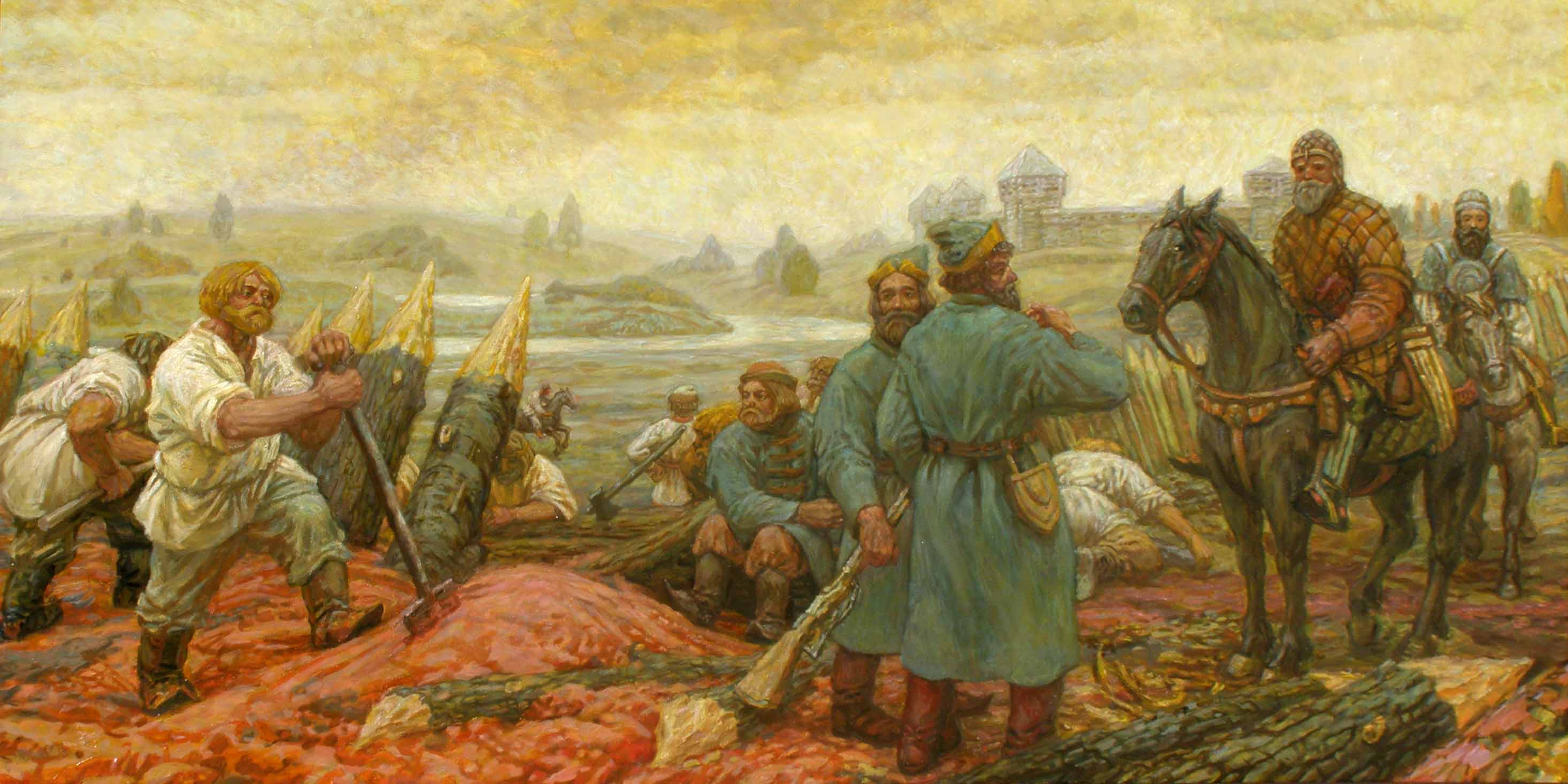
M. Presnjakow. Die Verhaulinie: an den südlichen Grenzen. 2010. Ölfarben auf Leinwand.

Die Belgoroder Linie (russisch Белгородская черта) war eine befestigte Verhaulinie des Zarentums Russland, die zur Sicherung seiner Südgrenze vor den Überfällen des Krimkhanats und der Nogaier-Horde in den Jahren 1635 bis 1654 errichtet wurde. Sie war ein Teil der russischen Verhaulinien.
Die Belgoroder Linie verlief 300 bis 400 km südlich der bereits unter Iwan IV. „dem Schrecklichen“ errichteten Großen Verhaulinie und hatte eine Länge von ca. 800 km. Ihr westlichster Punkt war die heute zur Ukraine gehörende Stadt Ochtyrka (Achtyrka), ihr östlichster Punkt die Stadt Tambow. Ihren Namen hatte die Linie von der Stadt Belgorod, von der aus sie verwaltet wurde. Die Belgoroder Linie bestand aus einer Reihe von neugegründeten Holzfestungen, die nach einem mehr oder weniger standardisierten Bauplan errichtet wurden. Später entwickelten sich einige von ihnen zu bedeutenden Großstädten. Zwischen den Festungen wurde unter Ausnutzung natürlicher Gegebenheiten eine befestigte Linie aus Erdwällen, Verhauen und Höckern gebaut. Bestimmte Regimente, die aus Strelizen und Kosaken bestanden, dienten im Sommerhalbjahr als Grenztruppen an der Belgoroder Linie. Die Belgoroder Linie versperrte die Haupteinfallrouten der Krimtataren nach Russland.
Den Anlass zum Bau der Belgoroder Linie gab der für Russland glücklose Smolensker Krieg (1632–1634) gegen Polen-Litauen, dessen Ergebnis unter anderem durch die verheerenden Angriffe des Krimtataren aus dem Süden beeinflusst wurde. Weiter östlich wurde die Belgoroder Linie mit der Zeit durch ein System anderer Linien ergänzt, die bis zum Ural reichten: die Simbirsker Linie, die Sysraner Linie, die Transkama-Linie, die Isset-Linie etc.
Die Belgoroder Linie konnte das Risiko der Durchbrüche der Nomaden effektiv senken und ermöglichte den Russen eine vollwertige Besiedlung der fruchtbaren Schwarzerde-Gebiete, die nördlich von ihr lagen. Der westliche Teil der Belgoroder Linie verlor nach und nach seine militärische Bedeutung, nachdem südlich von ihm die Isjumer Linie (1679–1680) gebaut wurde. Die Bedeutung des östlichen Teils sank nach der Errichtung der Ukrainischen Linie (1731–1742).

## Festungen der Belgoroder Linie
Ochtyrka − Wolny − Chotmyschsk − Karpow − Bolchowez − Belgorod − Neschegolsk − Korotscha − Jablonow − Zarjow-Alexejew − Werchnesossensk − Usserd − Olschansk − Ostrogoschsk − Korotojak − Uryw − Kostensk − Woronesch − Orlow − Usman − Belokolodsk − Romanow − Sokolsk − Dobry − Koslow − Belski − Tschelnowoi − Tambow